# Horcajo de la Sierra
Horcajo de la Sierra település Spanyolországban, Madrid tartományban. Horcajo de la Sierra Madarcos, Piñuécar-Gandullas, La Acebeda, Robregordo, Somosierra és Horcajuelo de la Sierra községekkel határos. Lakosainak száma 233 fő (2024).

## Népesség
A település népessége az utóbbi években az alábbiak szerint változott:
| Lakosok száma | 146  | 156  | 171  | 173  | 167  | 179  | 142  | 145  | 201  | 233  |
|               | 2001 | 2004 | 2007 | 2009 | 2012 | 2014 | 2017 | 2019 | 2022 | 2024 |